# オペル・コモドーレ
コモドーレ（Commodore ）は ドイツの自動車メーカー、オペルが1967年から1982年まで生産した中型乗用車で、レコルトの6気筒版である。日本にも1970年代前半まで当時の輸入総代理店、東邦モーターズによって輸入されたが、その当時はオペル・カマドールと呼称された。コモドーレCはオーストラリアでホールデン・コモドアとして生産され、ホールデンの主力車種に成長した。

## コモドーレA（1967年 - 1971年）

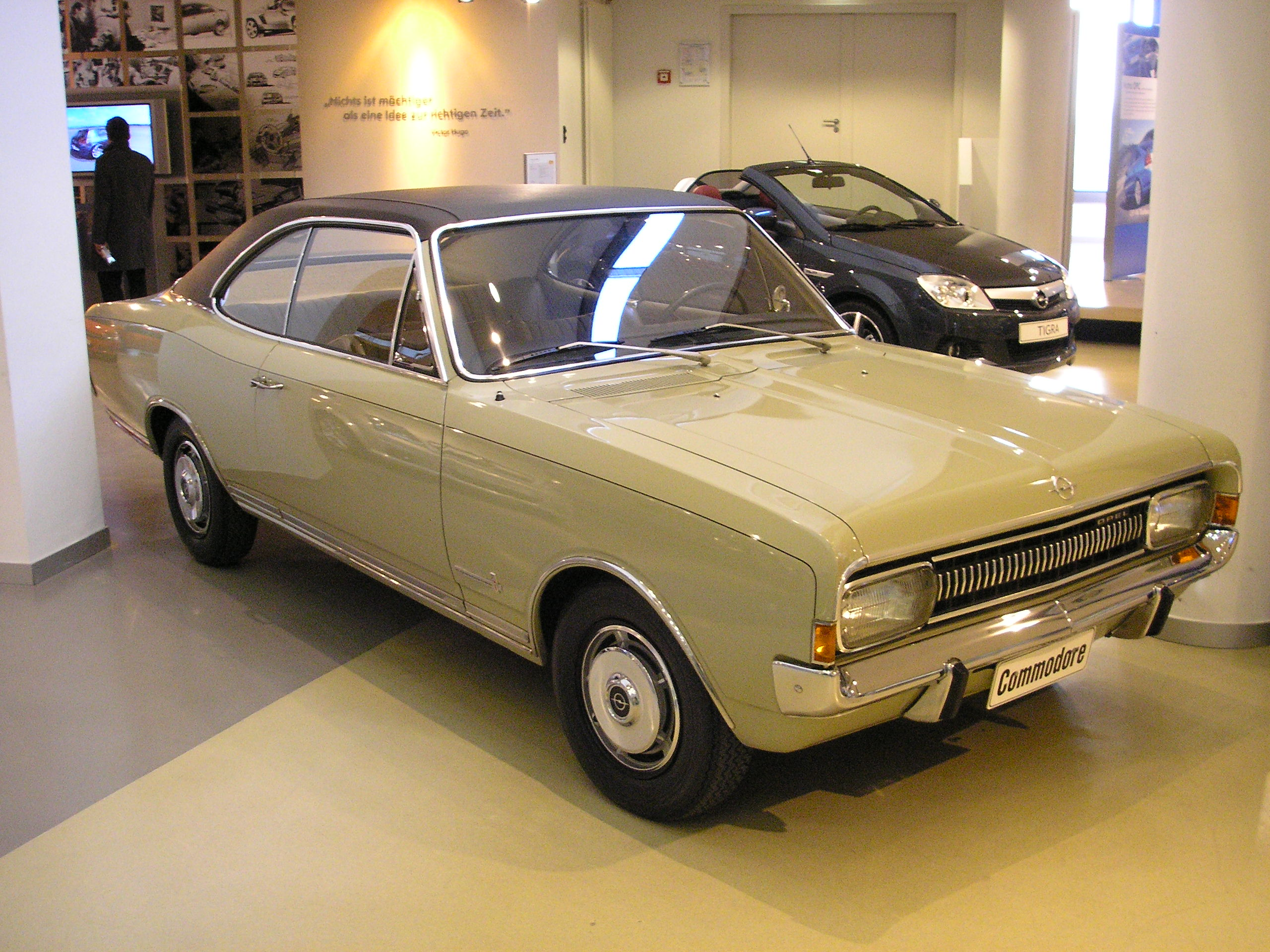
コモドーレAクーペ

レコルトCの6気筒モデルが1967年に独立。当初のエンジンは2200cc95馬力と2500cc120馬力であったが、間もなくツインキャブ2500cc130馬力の「GS」が追加され、スポーティーなイメージを前面に出す販売戦略を取り始める。ボディは4ドアセダンと2ドアクーペの2種類であった。1969年モデルでは2200ccは廃止、2500ccは6ベアリング化で120馬力に強化、オートマチックの3速化、ガソリンタンク容量の70Lへの拡大（それまではレコルトCと同じ55L）、サイドブレーキ位置をダッシュ下のステッキ型からフロアトンネル上のレバー式に変更するなど、ヨーロッパの高速車にふさわしい改良が施された。
1970年3月には「GS/E」が追加された。ボッシュ製D-ジェトロニック燃料噴射で150馬力に強化されたエンジンで最高速197km/hをマークする高性能車となり、オペルのモータスポーツ部門・シュタインメッツによってチューンされ、WRCのグループ2やツーリングカーレースでも活躍した。1970年4月には2800cc145馬力の「GS 2800」も登場した。Aシリーズの生産台数は156330台で、内2574台がGS系であった。

## コモドーレB（1972年 - 1977年）

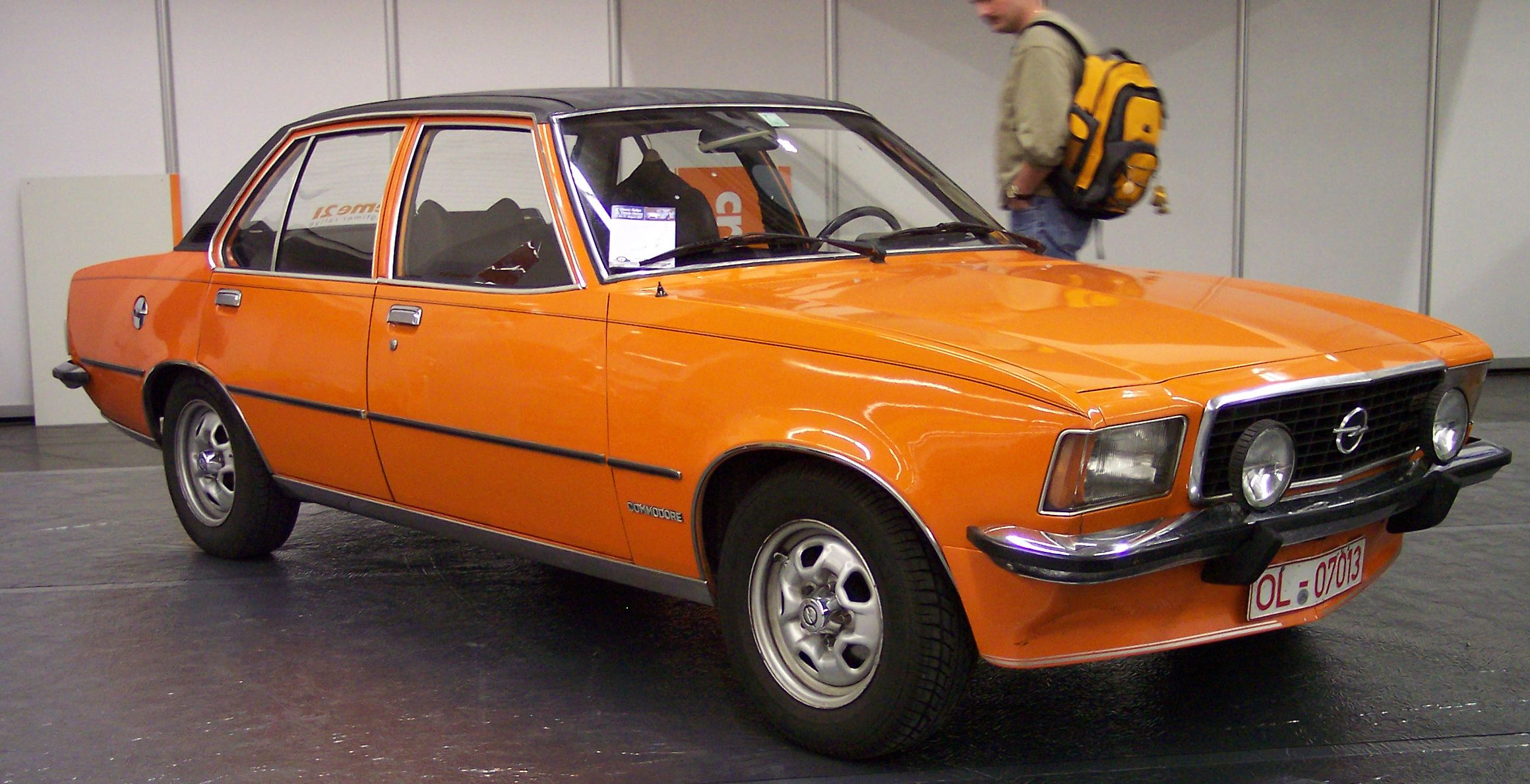
コモドーレB

レコルトCからDへのモデルチェンジに合わせて、コモドーレもフルモデルチェンジされBに発展した。バリエーションは2500S、2500GS、2800GS、2800GS/Eで、エンジン出力は115〜160馬力であった。1974年には排気ガス規制の強化に対応すべく2500ccモデルが落とされ、2800cc129〜155馬力となった。

## コモドーレC（1977年 - 1982年）

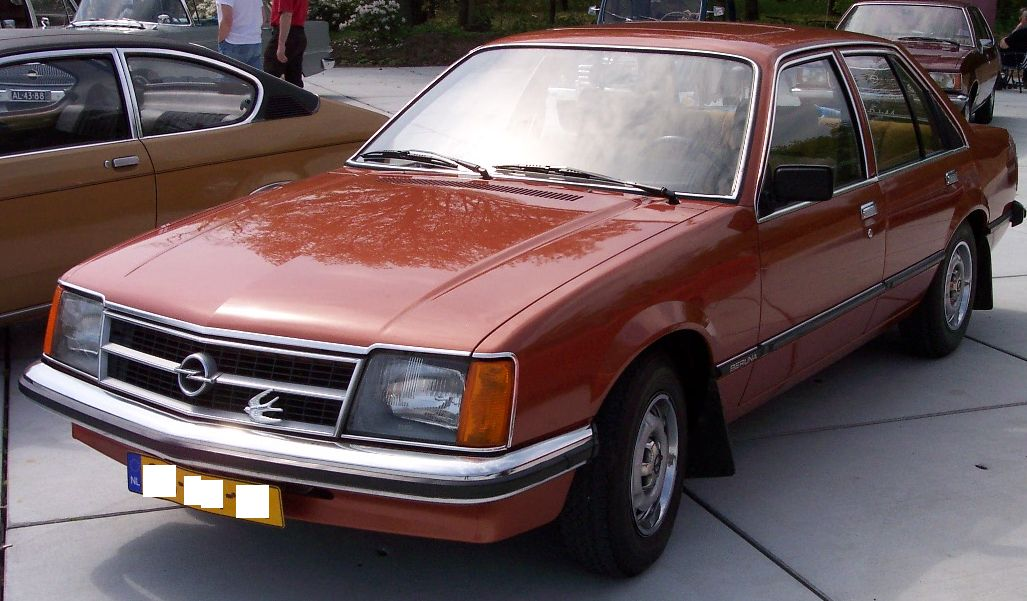
コモドーレC

レコルトEのモデルチェンジと同時に発表されたCはレコルト同様、クーペが廃止され4ドアセダンと新登場の5ドアワゴンの二種類となり、スポーティ路線からレコルトの豪華版に方向転換された。エンジンも2500ccに縮小された。この結果レコルトとより大型のセネターの間に挟まれた中途半端で地味な存在となったが、オーストラリア（ホールデン）や南アフリカ（シボレー）では主力車種として育っていくこととなった。韓国でも「デーウ・ロイヤル」として作られた。また英国ではボクスホールのヴェントーラとの車種統合が行われ、1979年からヴァイスロイとして生産された。
ドイツでのコモドーレ生産は1982年に終了した。